# Europäischer Filmpreis/Bester Schnitt
Europäischer Filmpreis: Bester Schnitt (European Film Award for Best Editor)
Gewinner und Nominierte in der Kategorie Bester Schnitt (Best Editor) seit der ersten Verleihung im Jahr 1991. Zwischen 1993 und 2004 wurde kein Preis ausgelobt, während von 2006 bis 2009 Editoren zumindest die Möglichkeit offenstand, in der Kategorie Bester künstlerischer Beitrag (Prix D’Exellence) gemeinsam mit weiteren Gewerken wie Szenenbild, Maskenbild, Kostümbild, oder Tongestaltung berücksichtigt zu werden. Im Jahr 2010 wurde die Kategorie mit der Streichung des Prix D’Exellence wieder neu ausgelobt. Seit 2013 wird der Preis durch eine Expertenjury als „Exellence Award“ vergeben, ohne Bekanntgabe von Nominierungen.

## Preisträger und Nominierungen (1991–2012)

### 1990er-Jahre
1991
Giancarla Simoncelli – Ultra (Ultrà)

1992
Nelly Quettier – Die Liebenden von Pont-Neuf (Les amants du Pont-Neuf)

1993 – 2004
Preis nicht vergeben

### 2000er-Jahre
2005
Michael Hudecek und Nadine Muse – Caché
- Peter Przygodda und Oli Weiss – Don’t Come Knocking
- Hervé Schneid – Mathilde – Eine große Liebe (Un long dimanche de fiançailles)

2006 – 2009
Preis nicht vergeben

### 2010er-Jahre
2010
Luc Barnier und Marion Monnier – Carlos – Der Schakal (Carlos)
- Arik Lahav-Leibovich – Lebanon (לבנון)
- Hervé de Luze – Der Ghostwriter (The Ghost Writer)

2011
Tariq Anwar – The King’s Speech
- Mathilde Bonnefoy – Drei
- Molly Malene Stensgaard – Melancholia

2012
Joe Walker – Shame
- Janus Billeskov Jansen und Anne Østerud – Die Jagd (Jagten)
- Roberto Perpignani – Cäsar muss sterben (Cesare deve morire)

## Gewinner des Jurypreises (ab 2013)
| Jahr | Preisträger                          | Filmtitel                                                     |
| 2013 | Cristiano Travaglioli                | La Grande Bellezza – Die große Schönheit (La grande bellezza) |
| 2014 | Justine Wright                       | No Turning Back (Locke)                                       |
| 2015 | Jacek Drosio                         | Body (Ciało)                                                  |
| 2016 | Anne Østerud, Janus Billeskov Jansen | Die Kommune (Kollektivet)                                     |
| 2017 | Robin Campillo                       | 120 BPM (120 battements par minute)                           |
| 2018 | Jarosław Kamiński                    | Cold War – Der Breitengrad der Liebe (Zimna wojna)            |
| 2019 | Yorgos Mavropsaridis                 | The Favourite – Intrigen und Irrsinn (The Favourite)          |
| 2020 | Maria Fantastica Valmori             | Once More Unto the Breach                                     |
| 2021 | Mukharam Kabulova                    | Die Fäuste gelockert (Разжимая кулаки)                        |
| 2022 | Özcan Vardar, Eytan İpeker           | Burning Days                                                  |
| 2023 | Laurent Sénéchal                     | Anatomie eines Falls (Anatomie d’une chute)                   |
| 2024 | Juliette Welfling                    | Emilia Pérez                                                  |